# Embaixada dos Emirados Árabes Unidos em Lisboa
A Embaixada dos Emirados Árabes Unidos em Lisboa é a sede da representação diplomática dos Emirados Árabes Unidos em Portugal.
Foi inaugurada em 1 de abril de 2011 na presença do Ministro dos Negócios Estrangeiros dos Emirados, Sheikh Abdullah bin Zayid Al Nahyan e do seu homólogo português Luís Amado.

## Localização e edifício
Está localizado na Praça do Príncipe Real, no centro de Lisboa. Anteriormente, a embaixada estava instalada em um prédio de escritórios no Campo Grande.
Várias outras embaixadas e sedes de empresas estão localizadas nas redondezas, incluindo as embaixadas da Dinamarca, Espanha, Reino Unido, Eslováquia e Irlanda.